# Garnet Malley
Garnet Francis Malley (1892. november – 1961. május 20.) ausztrál ászpilóta.

## Élete

### Ifjúkora
Malley 1892 novemberében született.

### Katonai szolgálata
Katonai előmenetele ismeretlen, ám feltehetően a háború kitörését követően a tüzérségnél szolgált. 1917 körül került az Ausztrál Repülő Hadtesthez (Australian Flying Corps). Az alapkiképzés elvégzését és a pilótaigazolvány megszerzését követően a 4. ausztrál repülőszázadhoz került. Ebben a században a legendás Sopwith Camellel repülhetett. 1918. március 16-án szerezte meg első légi győzelmét egy Pfalz D.III típusú német gép földre kényszerítésével. Második, illetve harmadik légi győzelmét egy hétre rá, március 23-án szerezte meg két Albatros D.V-ös lelövésével. Negyedik légi győzelmét május 15-én aratta Bac St. Maur közelében. Május 30-án és június 1-jén újra győzelmet aratott, megszerezve ezzel (5. és 6. égi győzelmét) és az ászpilóta minősítést.
Szolgálataiért később két nagyobb kitüntetést is kapott:
- brit Katonai Kereszt
- brit Légierő Kereszt (1919 június)

Később Kínába ment, és a Csang Kaj-sek vezetése alatt álló ország repülésének egyik fontos irányítója lett.

### Légi győzelmei
| Sorszám | Dátum             | Egység                   | Repülőgép     | Ellenfél     |
| ------- | ----------------- | ------------------------ | ------------- | ------------ |
| 1       | 1918. március 16. | 4. ausztrál repülőszázad | Sopwith Camel | Pfalz D.III  |
| 2       | 1918. március 23. | 4. ausztrál repülőszázad | Sopwith Camel | Albatros D.V |
| 3       | 1918. március 23. | 4. ausztrál repülőszázad | Sopwith Camel | Albatros D.V |
| 4       | 1918. május 15.   | 4. ausztrál repülőszázad | Sopwith Camel | Ismeretlen   |
| 5       | 1918. május 30.   | 4. ausztrál repülőszázad | Sopwith Camel | Légi ballon  |
| 6       | 1918. június 1.   | 4. ausztrál repülőszázad | Sopwith Camel | Pfalz D.III  |